# Giro d’Italia Women
Giro d’Italia Women je ženský cyklistický etapový závod konaný v Itálii. Závod se do roku 2013 jmenoval Giro Donne, svůj současný název nese od roku 2024. Giro je považováno za nejprestižnější etapový závod v ženské silniční cyklistice.

## Historie
Giro d’Italia Women, dříve známé jako Giro Donne, či Giro Rosa, bylo obvykle etapovým závodem s 9 nebo 10 etapami a konalo se na začátku července každý rok. Zatímco si přejmenované Giro Rosa udrželo svou pozici v závodním kalendáři, bylo v roce 2013 zkráceno na 8 etap, předtím, než se další rok vrátilo do své původní délky.
Společně se zrušením Tour de l'Aude Cycliste Féminin po roce 2010 se Giro Donne stalo jedinou Grand Tour ženské cyklistiky. V prosinci 2012 oznámil Wieler Review, že společnost Epinike odstoupila z role pořadatele Gira Donne, čímž ohrozila konání ročníku 2013. Nakonec v dubnu 2013 organizátoři oznámili, že se Giro Donne konat bude, ale bude zkrácené a přejmenované na Giro Rosa. V roce 2016 se závod stal součástí nové UCI Women's World Tour, organizované Mezinárodní cyklistickou unií. 
V roce 2021 závod ztratil své místo v UCI Women's World Tour a byl mu udělen statut 2.Pro. Toto rozhodnutí se setkalo s kritikou.
Od roku 2024 je závod organizován společně s mužským závodem Giro d’Italia. Zároveň byl závod zařazen zpět do UCI Women’s World Tour.

## Seznam vítězek
| Rok  | Země               | Jezdkyně                | Tým                         |
| ---- | ------------------ | ----------------------- | --------------------------- |
| 1988 | Itálie             | Maria Caninsová         |                             |
| 1989 | Itálie             | Roberta Bonanomiová     |                             |
| 1990 | Francie            | Catherine Marsalová     |                             |
| 1991 | Nejelo se          | Nejelo se               | Nejelo se                   |
| 1992 | Nejelo se          | Nejelo se               | Nejelo se                   |
| 1993 | Slovensko          | Lenka Ilavská           |                             |
| 1994 | Itálie             | Michela Faniniová       |                             |
| 1995 | Itálie             | Fabiana Luperiniová     |                             |
| 1996 | Itálie             | Fabiana Luperiniová     |                             |
| 1997 | Itálie             | Fabiana Luperiniová     |                             |
| 1998 | Itálie             | Fabiana Luperiniová     |                             |
| 1999 | Španělsko          | Joane Somarribaová      |                             |
| 2000 | Španělsko          | Joane Somarribaová      |                             |
| 2001 | Švýcarsko          | Nicole Brändliová       |                             |
| 2002 | Rusko              | Svetlana Bubnenková     |                             |
| 2003 | Švýcarsko          | Nicole Brändliová       |                             |
| 2004 | Spojené království | Nicole Cookeová         |                             |
| 2005 | Švýcarsko          | Nicole Brändliová       |                             |
| 2006 | Litva              | Edita Pučinskaitėová    |                             |
| 2007 | Litva              | Edita Pučinskaitėová    |                             |
| 2008 | Itálie             | Fabiana Luperiniová     |                             |
| 2009 | Německo            | Claudia Häuslerová      |                             |
| 2010 | Spojené státy      | Mara Abbottová          | Spojené státy (národní tým) |
| 2011 | Nizozemsko         | Marianne Vosová         | Nederland Bloeit            |
| 2012 | Nizozemsko         | Marianne Vosová         | Rabobank Women              |
| 2013 | Spojené státy      | Mara Abbottová          | Spojené státy (národní tým) |
| 2014 | Nizozemsko         | Marianne Vosová         | Rabo–Liv                    |
| 2015 | Nizozemsko         | Anna van der Breggenová | Rabo–Liv Women Cycling Team |
| 2016 | Spojené státy      | Megan Guarnierová       | Boels–Dolmans               |
| 2017 | Nizozemsko         | Anna van der Breggenová | Boels–Dolmans               |
| 2018 | Nizozemsko         | Annemiek van Vleutenová | Mitchelton–Scott            |
| 2019 | Nizozemsko         | Annemiek van Vleutenová | Mitchelton–Scott            |
| 2020 | Nizozemsko         | Anna van der Breggenová | Boels–Dolmans               |
| 2021 | Nizozemsko         | Anna van der Breggenová | SD Worx                     |
| 2022 | Nizozemsko         | Annemiek van Vleutenová | Movistar Team               |
| 2023 | Nizozemsko         | Annemiek van Vleutenová | Movistar Team               |
| 2024 | Itálie             | Elisa Longo Borghini    | Lidl–Trek (ženský tým)      |

### Vícenásobné vítězky
| Vítězství | Jezdkyně                      | Ročníky                      |
| --------- | ----------------------------- | ---------------------------- |
| 5         | Fabiana Luperiniová (ITA)     | 1995, 1996, 1997, 1998, 2008 |
| 4         | Anna van der Breggenová (NED) | 2015, 2017, 2020, 2021       |
| 4         | Annemiek van Vleutenová (NED) | 2018, 2019, 2022, 2023       |
| 3         | Nicole Brändliová (SUI)       | 2001, 2003, 2005             |
| 3         | Marianne Vosová (NED)         | 2011, 2012, 2014             |
| 2         | Joane Somarribaová (ESP)      | 1999, 2000                   |
| 2         | Edita Pučinskaitėová (LIT)    | 2006, 2007                   |
| 2         | Mara Abbottová (USA)          | 2010, 2013                   |

### Vítězství podle zemí
| Vítězství | Země                                                   |
| --------- | ------------------------------------------------------ |
| 11        | Nizozemsko                                             |
| 9         | Itálie                                                 |
| 3         | Švýcarsko, Spojené státy americké                      |
| 2         | Litva, Španělsko                                       |
| 1         | Německo, Francie, Rusko, Slovensko, Spojené království |

## Druhotné soutěže
- ( v roce 2012) Bodovací soutěž
- Vrchařská soutěž
- Soutěž mladých jezdkyň
- Nejlepší italská jezdkyně

V roce 2006 se nekonala soutěž mladých jezdců, nýbrž sprinterská soutěž, kterou vyhrála Olga Slyusareva (RUS). Vedoucí závodnice této soutěže nosila modrý dres.